# Luke Steele
Luke David Steele (født 24. september 1984 i Peterborough, Cambridgeshire, England) er en engelsk fodboldspiller. Han er målmand og spiller i øjeblikket for Bristol City.